# Richard Condon
Richard Thomas Condon (New York, 1915. március 18. –‎ Dallas, 1996. április 9.) amerikai politikai regényíró volt. Bár művei szatírák voltak, más médiumokban, például a moziban általában thrillerré vagy félthrillerré alakultak át. Mind a 26 könyve jellegzetes Condon-stílusban íródott, amely a gyors tempót, a felháborodást és a gyakori humort ötvözte, miközben szinte megszállottan a pénzsóvárságra és a politikai korrupcióra összpontosított. Condon maga mondta egyszer: "Minden könyv, amit valaha írtam, a hatalommal való visszaélésről szólt. Nagyon határozottan érzem ezt. Szeretném, ha az emberek tudnák, hogy a politikusaik milyen mélyen tévednek velük szemben." Condon könyvei időnként bestsellerek voltak, és több könyvéből film is készült; elsősorban az 1959-es A mandzsúriai jelölt című művéről, valamint sok évvel később a Prizzi nevű New York-i gengsztercsaládról szóló négy regényből álló sorozatáról emlékeznek rá.
Condon írói munkássága a bonyolult cselekményvezetésről, az érdekességek iránti vonzalmáról és a hatalmon lévők iránti gyűlöletéről volt ismert; legalább két könyvében Richard Nixon halványan álcázott változata szerepelt. Szereplőit többnyire megszállottság, általában szexuális vagy politikai megszállottság és családi hűség vezérli. A cselekménye gyakran a klasszikus tragédia elemeit hordozza, a főszereplők büszkeségük miatt elpusztítják azt, amit szeretnek. Néhány könyvét, különösen a Mile High (1969) címűt, talán leginkább titkos történelemként lehetne jellemezni. Az And Then We Moved to Rossenarra egy humoros önéletrajzi beszámoló a világ különböző helyeiről, ahol élt, és a család 1970-es évekbeli költözéséről az írországi Kilkenny megyei Rossenarrára.

## Fiatalkora
New Yorkban született, és a DeWitt Clinton Középiskolába járt.
Az Egyesült Államok kereskedelmi tengerészeténél teljesített szolgálat után Condon hollywoodi publicistaként, reklámíróként és hollywoodi ügynökként ért el mérsékelt sikereket. 1957-ben fordult az írás felé. A United Artists reklámírójaként dolgozott, majd panaszkodott, hogy Hollywoodban csak az idejét vesztegeti, és regényt akar írni. Condon tudta nélkül főnöke, Max E. Youngstein pénzt vont le a fizetéséből, majd egy év után kirúgta, és a levont összeget egy mexikói bankszámla és egy mexikói óceánra néző ház kulcsa formájában visszaadta. Youngstein azt mondta neki, hogy írja meg a könyvét. Második regényét, A mandzsúriai jelöltet (The Manchurian Candidate, 1959) Youngsteinnek ajánlotta, és sikeres film is készült belőle.

## Alapvető témái
A Mile High-ban, nyolcadik regényében, amely elsősorban arról szól, hogy egyetlen látványosan kegyetlen gengszter, Eddie West hogyan kényszeríti rá a szesztilalmat az óvatlan lakosságra, Condon egyetlen dühös cri de coeur-ben foglalja össze valamennyi könyvének témáját:
A szesztilalom egyesítette a köztársaság korai napjainak dilettantizmusát és a „kapd el, ahogy lehet” nemzeti tendenciáit a modernebb, erősen szervezett erőszak és a haszonszerzés iránti vággyal. Összeolvasztotta a tizenkétszázezer amerikai indián és tízmillió amerikai bölény lemészárlásának igényét, a közös lincselés, a sorozási zavargások, a kenyérlázadások, az aranylázadások és a faji zavargások, az állandó háborúk, a legnagyobb patkányok a legnagyobb nyomornegyedekben, a boksz és a futball, a leghangosabb zene, a legharsányabb és legkihasználóbb sajtó a holnap és a holnapután egész csodálatos ígéretével, mindig lefelé rántva a nagy nemzetet a nagyobb erőszakba és a több felesleges halálba, a nem-élet újabb és pozitívabb ünneplésébe, mindezt azért, hogy a vad, együgyű embereket még nagyobb őrjöngésre neveljék, hogy megértsék, hogy a hatalom és a pénz az egyetlen kívánatos dolgok ebben az életben.

## "Manchurian Candidate"
Bár talán nem maga Condon írta, a „mandzsúriai jelölt” használata révén ez a kifejezés az angol nyelv részévé vált. Frank Rich például a The New York Times 2008. augusztus 17-i „Sunday Opinion” című rovatában Barack Obamáról ír, utalva egy jól ismert színésznőre és egy jól ismert cselekményelemre (amit tévesen ír) Condon 1959-es könyvének első filmváltozatában:
[Obamát] elintézte az a reklám Britneyvel [Spears] és Parisszal [Hilton], valamint egy új nemzetközi válság, amely lehetővé teszi [John] McCain számára, hogy ismét bevethesse a Manchurian Candidate katonai hitelességét. Hagyjuk, hogy a neokonok új csatateret jelöljenek ki a harmadik világháború kirobbantásához... és McCain úgy vág bele a programba, mintha Angela Lansbury épp most osztotta volna neki a Kőr dámát.

## "Az információ fikciója"
Condon műveit nehéz pontosan kategorizálni: A Time magazin 1971-es kritikája szerint: "Condon soha nem volt szatirikus: ő egy szatíragyár lázadója volt. A nyugati civilizációra és annak minden egyes művére dühöngött. Egyenlő és teljes őrjöngéssel dorongolta le a Harmadik Birodalmat, a sajtrajongókat, a pletykalapokat és a hollywoodi sztárrendszert". A The New York Times gyászjelentésének címlapja „politikai regényírónak” nevezte, de aztán így folytatta: „A regényíró túl semmitmondó ahhoz, hogy Condon úr világát felölelje. Látnok is volt, sötét komikus varázsló, az amerikai mitológia tanulmányozója és az összeesküvés-elméletek mestere, amint azt A mandzsúriai jelölt című művében szemléletesen bemutatta”. Bár könyvei sokféle elemet ötvöztek, köztük néha egyenesen fantasy és sci-fi elemeket, mindenekelőtt a nagyközönség szórakoztatására írta őket. Ugyanakkor őszinte megvetéssel, felháborodással, sőt gyűlölettel viseltetett számos, az amerikai életben oly elterjedtnek tartott politikai korrupció iránt. Egy 1977-es idézetben ezt mondta:
... az embereket manipulálják, kizsákmányolják, meggyilkolják a szolgáik, akik meggyőzték ezeket a vad, együgyű népeket arról, hogy ők az uraik, és hogy fáj nekik a fejük, ha gondolkodnak. Az emberek elfogadják a szolgákat, mint urakat. Az én regényeim csupán szórakoztató rábeszélések, hogy az embereket más kategóriákban gondolkodásra bírjam.
Az abszurd apróságok hosszú listáival és „az abszolút részletek iránti mániájával” Condon Ian Fleminggel együtt egyike volt azoknak a korai példaképeknek, akiket Pete Hamill a New York Times egyik kritikájában „az úgynevezett új regényelmélet művelői... Condon a tények sűrű hálóját alkalmazza a fikcióra.... Valójában kétféle fikció létezhet: az érzékenység fikciója és az információ fikciója... Az információ fikciójának művelőjeként senki más nem közelítheti meg őt.”

## Különlegességek és jellemzők
Condon teljes szívvel, de egyedülállóan eredeti stílusban és szellemességgel támadta célpontjait, ami szinte bármelyik könyvének bármely bekezdését azonnal felismerhetővé tette. Az International Herald Tribune-ban George Axelrod drámaíró (The Seven Year Itch, Will Success Spoil Rock Hunter), aki Condonnal együtt dolgozott A mandzsúriai jelölt filmadaptációjának forgatókönyvén, így írt egyik művéről:
Richard Condon új regényének érkezése olyan, mint egy meghívás egy partira.... a próza puszta élvezete, a hasonlatok őrülete, a metaforák őrülete, a ragályos, szinte gyermeki öröm a bonyolult mondatok megkomponálásában, amelyek a végén robbanó szivarok módjára pukkannak, egyszerre felemelő és kimerítő, mint amilyennek egy jó partinak lennie kell.

### Metaforák és hasonlatok
1975-ös regényéből, a Money Is Love-ból származik "metaforái őrületének" egy szép példája: "Mason annyi kannabiszfüstöt szívott be, hogy egy lipan apacs egy takaróval manipulálva Tennyson összes művét át tudta volna adni".
A mandzsúriai jelölt ajánlata:
A kábítószerek, a technikák és a javaslatok hatása... olyan eredményt ért el, amely megközelítette azt a hatást, amelyet egy egész huszonöt centes tégely F. W. Woolworth eltüntető krém gyakorolhat egy Forrestal-osztályú repülőgép-hordozó eltüntésére, ha a páncéllemezbe dörzsölik.

### Listák és apróságok
Condon rajongott a részletes apróságok hosszú listáiért is, amelyek, bár legalább marginálisan kapcsolódnak az adott témához, szinte mindig a vidám túlzás és az örömteli hangulat gyakorlása. Az An Infinity of Mirrors-ban például egy híres francia színész és neves szeretője temetésén jelenlévők a következőképpen vannak leírva:
A sírnál hét balerina állt,  lenyűgöző korkülönbségekkel. Filmszínésznők, operák, varieték, színházak, rádiók, karneválok, cirkuszok, pantomimelőadások és trágár kiállítások színésznői gyászoltak az első sorban. Voltak még társasági vezetők, tudós hölgyek, politikusnők, manökenek, divattervezők, üdvhadsereg-lányok, egy kivételével az összes felesége, egy birkózónő, egy matadorhölgy, huszonhárom festőnő, négy szobrásznő, egy autómosó dolgozója, eladólányok, bolti tolvajok, vásárlók és bevásárlók; egy állatkerti asszisztens, két kóristalány, egy metrófelügyelő a Bois de Vincennes-i állomásról, négy szépségverseny-győztes, egy szobalány; a gyermekek anyái, férfiak anyái, gyermekek nagymamái és férfiak nagymamái; és a tizenegy európai országból érkezett általános, kevésbé szakavatott, női nagyközönség, akik tizenegy európai országból érkeztek, olyan nők, akiket ő talán csak szórakozottan csípett meg vagy csókolt meg elfoglalt élete során. Kétezernyolcszázhetven főt szolgáltak ki, plusz az elhunyt tizenegy férfi barátját.
A The Whisper of the Axe című könyvről írva a New York Times 1976. május 21-i, pénteki könyvkritika rovatában Richard R. Lingeman dicsérte a könyvet és Condont általában a „nála egyedülálló extravagáns találékonyságáért”.
Condon bohóckodásától azonban nem mindenki volt ennyire feldobva. Egy hosszú Times Sunday kritikában, mindössze két nappal Lingeman kritikája után, Roger Sale általában véve „hogyan kell könyveket” írónak minősítette Condont, különösen ezt a könyvet, és Condon szokását, hogy listákat használ: „Sok mindent önkényesen kiválasztott számokkal csinál, hogy hamisan szimulálja a pontosságot”.

## Valós nevek a könyveiben
Condon minden könyvében szerepelnek - ismeretlen mértékben - valós személyek nevei, mint szereplők, általában nagyon jelentéktelen vagy periférikus szerepben. A leggyakoribb, amely minden könyvében megjelenik, a Franklin M. Heller valamilyen változata. Közülük F. M. Heller, Frank Heller, Franz Heller, Marxie Heller és F. Marx Heller. A valódi Heller televíziós rendező volt New Yorkban az 1950-es, 60-as és 70-es években, aki kezdetben Long Islanden élt, majd a Connecticut állambeli Stamfordban, a Rockrimmon Roadon lévő házba költözött. Az 1969-es Mile High-tól kezdve a regényekben rendszeresen megjelentek a Rockrimmon Road vagy Rockrimmon House említései is. Heller élete végén sűrű fehér szakállt növesztett, és a kézimunka híve lett – mindkettő olyan vonás, amelyet a fiktív Hellerek is osztottak, néha nevetséges módon, például amikor a harcedzett Heller admirálist ábrázolják, amint parancsokat osztogat, miközben elmerül a kézimunkában. A valódi Heller egy kézimunka-ábrázolást készített arról az írországi kastélyról, amelyben Condon akkoriban élt. A Prizzi's Honor-ban Marxie Heller maffiózó és gyilkosság áldozata; a Prizzi's Family-ben Franklin Heller New York polgármestere; a Prizzi's Glory-ban a Heller-kormányzatot említik, ami arra utal, hogy ő az Egyesült Államok elnöke.
Condon nagy barátja volt Allan Melvin színésznek, akinek írt egy éjszakai klubszámot. Később a The Phil Silvers Show (Bilko őrmester) publicistája lett, amelyben Melvin játszotta Henshaw őrmestert. Melvin neve több Condon-könyvben is felbukkan, a legjelentősebb a Prizzi's Honor című könyvben Al (a vízvezeték-szerelő) Melvin bérgyilkosaként (ez Melvin „Al the Plumber” karakterének játéka a Liquid-Plumr-reklámokban). A Mandzsúriai jelöltben Marco, Shaw és Mavole kivételével Marco szakaszának minden tagja a Bilko szereplőiről/stábjáról kapta a nevét: (Nat) Hiken, (Maurice) Gosfield, (Jimmy) Little, (Phil) Silvers, (Allan) Melvin, (Mickey) Freeman és (Harvey) Lembeck.
A Prizzi's Honor-ban (A Prizzik becsülete) egyszer említésre kerül egy McCarry nevű New York-i rendőr; Charles McCarry politikai krimiíró Condon barátja volt, és mint a CIA egykori ügynöke, Condon számára a kémkedés terén időnként szakértő forrás volt.
Számos könyvben megjelenik egy Keifetz nevű karakter, akit nyilvánvalóan Norman Keifetzről, egy New York-i íróról neveztek el, aki írt egy regényt egy baseball-játékosról The Sensation címmel – ezt a regényt Condonnak ajánlotta.
A.H. Weiler, a The New York Times filmkritikusa, Condon másik barátja volt, aki többször is feltűnt a filmben, általában Abraham Weiler, de néha Dr. Abe Weiler néven.
A The Oldest Confession-ben egy szereplő egy párizsi bisztróban ebédel, és röviden találkozik két sakkozóval a bárpultnál, „Buchwalddal és Nolannal, az újságírókkal, illetve a légitársasági dolgozókkal”. Buchwald minden bizonnyal Art Buchwald, az ünnepelt újságíró és humorista, aki a könyv megjelenésekor még a Párizsban kiadott The International Herald-Tribune című lapnál dolgozott, ahol Condon is élt az 1950-es években. Nolan kiléte azonban továbbra is rejtély marad.

## Filmes karrier
Sokáig a Walt Disney és más stúdiók hollywoodi reklámembere volt, viszonylag későn kezdett el írni, és első regénye, a The Oldest Confession csak 43 éves korában jelent meg. A United Artists-nál folytatott karrierjének követelményei — olyan filmek promóciója, mint A The Pride and the Passion (Büszkeség és a szenvedély) és The King and Four Queens (Egy király és négy királynő) — vérző fekélyekhez és ahhoz az elhatározáshoz vezettek, hogy valami mással kell foglalkoznia.
Következő könyve, The Manchurian Candidate (A mandzsúriai jelölt) egyesítette mindazokat az elemeket, amelyek a következő 30 évben meghatározzák műveit: aljas összeesküvések, szatíra, fekete humor, politikai és pénzügyi korrupció az amerikai színtéren, a thrillerek és kémregények lélegzetelállító elemei, szörnyű és groteszk erőszak, valamint az étel, az ital és a gyors élet apró részleteinek megszállottsága. Ez hamarosan — legalábbis néhány évre — a műveinek szentelt kultusz középpontjává tette őt. Ahogy azonban gyorsan egyre több és több könyvet készített ugyanazzal a központi témával, ez a követőközönség elmaradt, és kritikai hírneve csökkent. A következő három évtizedben Condon mégis olyan műveket készített, amelyek visszahozták őt a kritikusok és a könyvvásárló közönség kegyeibe, mint a Mile High, a Winter Kills és az első Prizzi-könyv, a Prizzi's Honor.
Számos könyve közül, amelyből hollywoodi film készült, A mandzsúriai jelöltet kétszer is megfilmesítették. Az első, 1962-es változat, amelyben Frank Sinatra, Laurence Harvey, Janet Leigh és Angela Lansbury játszotta a főszerepet, nagy hűséggel követte a könyvet, és ma már nagyra becsülik, mivel bepillantást engedett a korszak gondolkodásmódjába. Janet Maslin már több mint két évtizeddel ezelőtt azt írta 1996-ban a The New York Timesban, hogy ez „vitathatatlanul a hidegháborús paranoia leghátborzongatóbb darabja, amelyet valaha filmre vittek, mostanra azonban egyfajta ártatlanságot fejlesztett ki”.

## The Keener's Manual
Condon első könyvétől, a The Oldest Confession-től kezdve gyakran egy úgynevezett Keener's Manual-ból vett versrészletekkel vezette be regényeit; ezek az epigráfok előrevetítették a könyv témáját, vagy több esetben a könyv címét is megadták. A The Keener's Manual azonban Condon fiktív találmánya volt, és valójában nem létezik. A „keen” „a halottért hangosan jajveszékelő hangon vagy néha szavak nélküli kiáltásban elhangzó siratóének”, a »keener« pedig egy hivatásos gyászoló, Írországban általában nő, aki „a keen-t... virrasztáskor vagy temetésen mondja”.
Condon első hat könyvéből ötnek a címe a fiktív kézikönyvből származik, az egyetlen kivétel a leghíresebb könyve, A mandzsúriai jelölt. A The Manchurian Candidate epigráfja azonban: „Én vagyok te és te vagy én /és mit tettünk egymással?” visszatérő motívum Condon korábbi könyveiben: különböző formákban párbeszédként megjelenik a The Oldest Confession-ben és a Some Angry Angel-ben is. Többek között a következő mottó is szerepel: „A gazdagság, mit hozok nektek /Tömeg és lökdösődés, /A fejedelmek irigysége: /A szeretet tehetsége” negyedik regényének címe. Ötödik és hatodik regényeinek — az An Infinity of Mirrors és Any God Will Do — szintén a kézikönyvrészletből származik a címük.
Évekkel később Condon 1988-as Prizzi's Glory (Prizzi dicsősége) című regényében szintén a kézikönyvből származó epigráfia szerepelt, az első legalább egy tucat könyvben.

## Plágiumvád
1998-ban egy kaliforniai szoftvermérnöknek feltűnt, hogy A mandzsúriai jelölt több bekezdése szinte teljesen megegyezik Robert Graves angol író 1934-es I, Claudius (Én, Claudius) című híres regényének egyes részeivel. A nyilvánvaló plágiumról a honlapján írt, de a világ nagy része nem vette észre a felfedezést, egészen addig, amíg Adair Lara, a San Francisco Chronicle régi munkatársa 2003-ban hosszú cikket nem írt a vádról. A kérdéses bekezdéseket újranyomtatva kikérte egy brit igazságügyi nyelvész véleményét is, aki arra a következtetésre jutott, hogy Condon kétségtelenül plagizált legalább két bekezdést Graves művéből. Ekkorra azonban már több mint hét év telt el Condon halála óta, és Lara cikke sem váltott ki irodalmi érdeklődést a Chronicle-en kívül.
Az A Mandzsúriai jelölt-et követő könyvében, a Some Angry Angel-ben Condon közvetlenül utal Gravesre. A 25. oldalon egy hosszú, szövevényes passzusban Condon a „szeretőkről” és azok – az olvasó számára periférikus – kapcsolatáról elmélkedik Graves „Főbb férfi” istenségekről és „Főbb női” istenségekről szóló írásaihoz. Mivel az Angel csak egy évvel a Candidate után jelent meg, nem kérdéses, hogy Condon ismerte Robert Graves műveit.

## Művei
Minden regény, kivéve a jelzetteket:
- The Oldest Confession, Appleton-Century-Crofts, New York, 1958, Library of Congress Catalog Card Number: 58-8662; Longman, London, 1959, as The Happy Thieves
- The Manchurian Candidate, McGraw-Hill, New York, 1959, Library of Congress Catalog Card Number: 59-8533
- Some Angry Angel: A Mid-Century Faerie Tale, McGraw-Hill, New York, 1960, Library of Congress Catalog Card Number: 60-8826
- A Talent for Loving; or, The Great Cowboy Race, McGraw-Hill, New York, 1961, Library of Congress Catalog Card Number:61-10467; később megfilmesítettés Az azték pap átka címmel (1969), amelynek forgatókönyvét maga Condon írta
- An Infinity of Mirrors, Random House, New York, 1964, Library of Congress Catalog Card Number: 64-17935
- Any God Will Do, Random House, New York, 1964, Library of Congress Catalog Card Number: 66-21462
- The Ecstasy Business, The Dial Press, New York, 1967, Library of Congress Catalog Card Number: 67-14467
- Mile High, The Dial Press, New York, 1969, Library of Congress Catalog Card Number: 77-80497
- The Vertical Smile (1971)
- Arigato (1972)
- The Mexican Stove (1973)— szakácskönyv, amelyet lányával, Wendy Bennett-tel közösen írt
- And Then We Moved to Rossenarra: or, The Art of Emigrating, The Dial Press, New York, 1973, PS3553.0487z5—memoir
- Winter Kills (1974)
- The Star-Spangled Crunch (1974)
- Money Is Love (1975)
- The Whisper of the Axe (1976)
- The Abandoned Woman (1977)
- Death of a Politician (1978)
- Bandicoot (1979)
- The Entwining (1981)
- Prizzi's Honor (1982)
- A Trembling upon Rome (1983)
- Prizzi's Family (1986)
- Prizzi's Glory]' (1988)
- Emperor of America]] (1990)
- The Final Addiction (1991)
- The Venerable Bead (1992)
- Prizzi's Money (1994)

### Magyarul megjelent
- A mandzsúriai jelölt (The Manchurian Candidate) – Agave Könyvek, Budapest, 2004 · ISBN 9637118047 · Fordította: Pék Zoltán

## Condon regényeiből adaptált filmek
- The Happy Thieves, from The Oldest Confession (1961)
- The Manchurian Candidate (1962)
- A Talent for Loving (1969)
- Winter Kills (1979)
- Prizzi's Honor (1985)
- The Manchurian Candidate (2004)

## Fordítás
- Ez a szócikk részben vagy egészben  a   Richard Condon című angol Wikipédia-szócikk fordításán alapul.  Az eredeti cikk szerkesztőit annak laptörténete sorolja fel. Ez a jelzés csupán a megfogalmazás eredetét és a szerzői jogokat jelzi, nem szolgál a cikkben szereplő információk forrásmegjelöléseként.